# Libnotes xanthoneura
Libnotes xanthoneura là một loài ruồi trong họ Limoniidae. Chúng phân bố ở miền Australasia.